# Пайн-Бич
Пайн-Бич (англ. Pine Beach) — боро в Ошене (Нью-Джерси, США). Согласно переписи 2010 года, население составляет 2127 человек.

## История
Пайн-Бич был зарегистрирован в качестве боро Легислатурой Нью-Джерси 26 февраля 1925 года.

## География
По данным Бюро переписи населения США, Пайн-Бич имеет общую площадь в 1,66 км2. Из них 1,65 км2 приходится на сушу, а 0,01 км2 — на воду.
Боро граничит с Бичвудом и Беркли.

## Население
| Год переписи                                                                  | Нас. |  | %±     |
| ----------------------------------------------------------------------------- | ---- |  | ------ |
| 1930                                                                          | 72   |  | —      |
| 1940                                                                          | 163  |  | 126,4% |
| 1950                                                                          | 495  |  | 203,7% |
| 1960                                                                          | 985  |  | 99%    |
| 1970                                                                          | 1395 |  | 41,6%  |
| 1980                                                                          | 1796 |  | 28,7%  |
| 1990                                                                          | 1954 |  | 8,8%   |
| 2000                                                                          | 1950 |  | −0,2%  |
| 2010                                                                          | 2127 |  | 9,1%   |
| 1930–2010 — перепись населения. Источники: 1930-2000 1930 1930-1990 2000 2010 |      |  |        |

## Местное самоуправление
По состоянию на 2020 год мэром Пайн-Бича является республиканец Лоуренс В. Кунео, срок полномочий которого истекает 31 декабря 2023 года. Членами городского совета Пайн-Бич являются Роберт Д. Будеса, Сьюзан Колетти, Рэймонд Ньюман, Ричард Полхемус, Джеймс Дж. Сакстон и Барри Вик.

## Дороги и магистрали
По состоянию на май 2010 года в боро было в общей сложности 24,49 км дорог.
Одна сторона US 9 проходит вдоль границы Пайн-Бича.